# Świątynia Długowieczności
Świątynia Długowieczności (chiń. upr. 万寿寺; chiń. trad. 萬壽寺; pinyin Wànshòu Sì) – świątynia buddyjska znajdująca się przy Suzhou Jie w Pekinie. 
Została wzniesiona w 1578 roku przez matkę cesarza Wanli z dynastii Ming, cesarzową-wdowę Li. Cesarz Qianlong przeprowadził dwie rozbudowy, w 1751 i 1761 roku, dla uczczenia urodzin swojej matki, wznosząc pałac i przekształcając ją w świątynię cesarską. Za czasów dynastii Qing stanowiła miejsce ofiar i odpoczynku w czasie podróży dworu cesarskiego z Pekinu do letniej rezydencji w Chengde.
Stanowiła cesarską rezydencję i miejsce, w którym władcy świętowali swoje urodziny. Świątynia, zwana potocznie „małym Zakazanym Miastem”, składała się pierwotnie z trzech części, z których do czasów obecnych przetrwały tylko środkowa i zachodnia. W 1979 roku jako zabytek została objęta prawną ochroną.
Od 1985 roku w świątyni mieści się muzeum sztuki. Przechowywane jest w nim ponad wielka kolekcja eksponatów z różnych okresów chińskiej historii, m.in. rzeźby z jadeitu z okresów Shang i Zhou, monety, kaligrafie z okresu Ming i Qing, porcelana, wyroby z laki, tkaniny, a także przykłady chińskiej i japońskiej sztuki współczesnej.